# Evangelické gymnázium (Brno)
Evangelické gymnázium v Brně vzniklo v roce 2023 jako součást Školy příběhem - církevní základní školy (škola Filipka). Je vůbec prvním gymnáziem, jehož zřizovatelem je Českobratrská církev evangelická.  
Gymnázium má sídlo v Brně-Židenicích na ulici Filipínského 300/1. Pro studenty se Evangelické gymnázium otevřelo v září 2024.
Pedagogický sbor je složen ze stávajících učitelek a učitelů Školy příběhem (Filipky) a z několika externistů z jiných brněnských gymnázií a vysokých škol. Vznik gymnázia finančně podporuje Jihomoravský kraj.

## Budovy
- Filipínského 300/1, Brno – sídlo školy a místo, kde od roku 2018 působí škola Filipka. Od 2. září 2024 se ve druhém patře budovy otevřela první třída Evangelického gymnázia, která se zde bude učit ve školním roce 2024/2025.

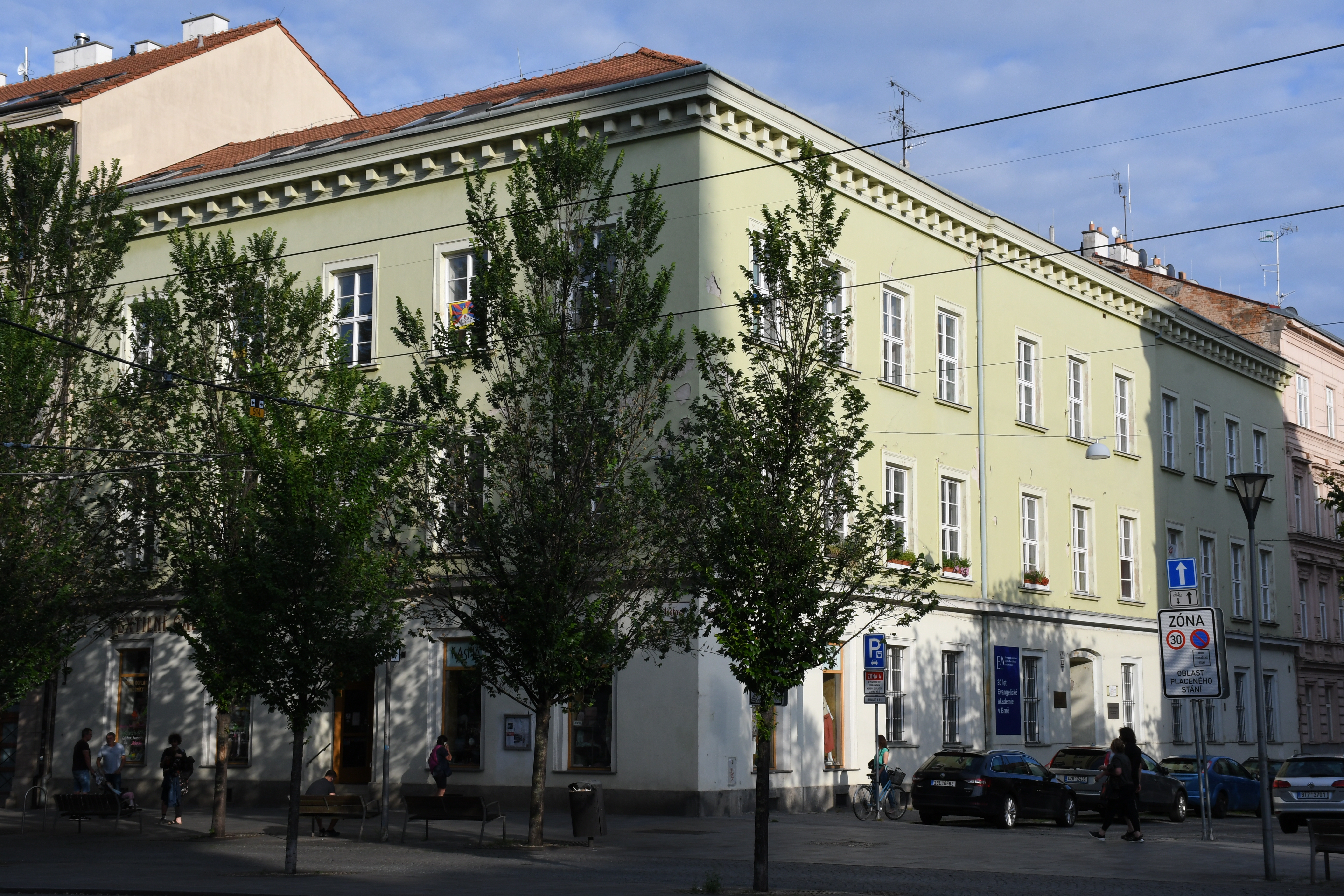
Budova Zelené fary na ulici Opletalova

- Opletalova 600/6, Brno – v této školní budově bude mít Evangelické gymnázium vyhrazené druhé podlaží. Budou zde kmenové třídy pro všechny ročníky a menší učebny pro výuku volitelných seminářů a dělenou výuku jazyků. V prvním roce fungování gymnázia (2024) se prostory k výuce rekonstruují.